# Klaus Armbruster

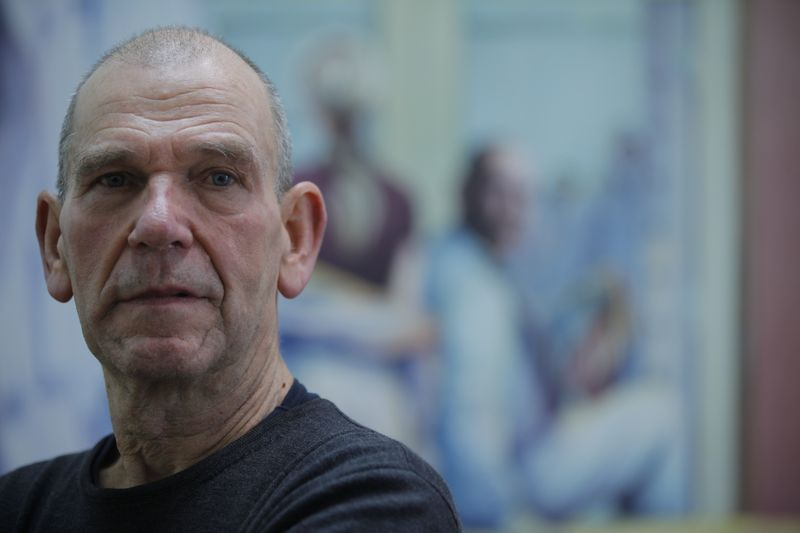
Klaus Armbruster

Klaus Armbruster (* 29. November 1942 in Tübingen) ist ein deutscher Künstler, Maler und Medienschaffender. Er war Hochschullehrer an der Folkwang Universität der Künste in Essen und gilt als Vertreter der multimedialen Moderne.

## Biografie
Klaus Armbruster wuchs in einem schwäbischen Pfarrhaus als fünftes von sieben Kindern auf. Nach seinem Abitur am Albert-Schweitzer-Gymnasium Crailsheim studierte er von 1962 bis 1967 Kunst mit dem Hauptfach Malerei an der Freien Kunstschule und der Staatlichen Akademie der Bildenden Künste Stuttgart. 1968 erhielt er den 1. Preis beim Jugendpreis für Malerei. Arbeitsreisen dieser Zeit führten ihn in die Türkei, den Iran und nach Griechenland. Seine Gemälde und Grafiken stellte er in Ulm, Salzgitter und Hamburg aus.
In der Auseinandersetzung mit der 68er-Bewegung, vor allem mit den Verbrechen der Nationalsozialisten und dem Vietnamkrieg, gab er 1969 die Malerei auf und suchte gesellschaftlich und politisch relevanter erscheinende Arbeitsfelder auf. Er fand sie im massenwirksamen Medium Film. Von 1972 bis 1980 konzipierte und realisierte er als Autor, Regisseur und Redakteur beim NDR-Fernsehen in Hamburg Dokumentarfilme, Fernsehserien und sozio-kulturelle TV-Magazine. 1980 verließ er den NDR, arbeitete freiberuflich weiter, beteiligte sich an der Gründung des Hamburger Filmbüros und arbeitete als Gründungsvorstand in der Arbeitsgemeinschaft Dokumentarfilm.
1983 wurde Armbruster als Professor für Film und audio-visuelle Medien an den Studiengang Kommunikationsdesign der Universität-Gesamthochschule Essen, heute Folkwang Universität der Künste, berufen. Seine künstlerische Praxis entwickelte sich von da an zunehmend grenzgängerisch, experimentell und interdisziplinär. 1994 gründete er auf der Zeche Zollverein als Gesellschafter, Geschäftsführer und künstlerischer Direktor das Folkwang Institut für Mediengestaltung (später INTERARTES Mediengestaltung Filmproduktion Totaltheater GmbH), das er mit Unterstützung des Landes zu einem führenden europäischen Entwicklungs- und Produktionszentrum für elektronische Medien ausbaute. Ab 2006 kehrte Armbruster zu seinen künstlerischen Wurzeln zurück und wandte sich wieder der Malerei zu, in der er zunächst mediale Hauptwerke wie das „Ruhrwerk“ in Malerei-Montagen transformierte.
Seit 2012 lebt und arbeitet Klaus Armbruster im nordhessischen Dorf Bergfreiheit, zwischen Kassel und Marburg im Kellerwald gelegen, wo er für sich und seine Frau, die Malerin Ruth Bussmann, eine Fachwerkscheune zum Wohn- und Atelierhaus ausgebaut hat. Dort entstehen seit 2018 neue Bildergruppen.

## Künstlerische Medienarbeit
In seiner Essener Zeit waren zunächst Video-Essays, multimediale Bühnen-Installationen, Film- und Video-Bühnenbilder und die Adaption von Bühnenwerken für den Bildschirm der Schwerpunkt von Armbrusters Arbeit. Die Zusammenarbeit mit Ruth Berghaus an deren Brüsseler „Lulu“-Inszenierung, die Auseinandersetzung mit Hansgünther Heymes Düsseldorfer „ILIAS DES HOMER“ und die Begegnung mit Wolfgang Hufschmidt in dem gemeinsamen Projekt „Film und Komposition“ führten ihn zur Integration von Bewegtbildmedien in Bühnenwerke und einer Erweiterung des klassischen Theaterbegriffes. Seit 1990 arbeitete er mit Komponisten zusammen, mit denen er experimentelle interdisziplinäre Projekte entwickelte, zunächst „Die Spieldose“ mit Gerhard Stäbler, danach „Eröffnung und Zertrümmerung“ mit Nicolaus A. Huber. Diese Arbeit fand ihren Höhepunkt in dem großen multimedialen Projekt „RUHRWERK“, das er 1998 zusammen mit Wolfgang Hufschmidt in der Jahrhunderthalle Bochum zur Uraufführung brachte.
In seiner INTERARTES Mediengestaltung Filmproduktion Totaltheater GmbH übertrug Armbruster neben Film- und Bühnenprojekten seine experimentellen Ansätze auch auf Werbe-Inszenierungen, so mit Daimler-Benz bei der Präsentation des neuen Sportwagens SLK auf der Turiner Automesse, mit RWE bei deren 100-Jahr-Feier in Essen, oder VW und Thyssen-Krupp bei verschiedenen internationalen Messeauftritten.
2001/02 entstand „Pöhlers Passagen“, ein Fernsehfilm, der sich grenzgängerisch zwischen dokumentarischer und fiktionaler Erzählung und Bildsprache bewegt. 2005 beendete Armbruster mit dem digitalen Film RUHRWERK – EIN PORTRAIT seine Medienarbeit.

## Malerei
Ausgangspunkt nach seiner Rückkehr zur Malerei ab 2005 waren seine künstlerischen Medienprojekte, zunächst sein multimediales Bühnenwerk RUHRWERK, dessen flüchtige immaterielle Bildwelten er in die stetige reale Präsenz seiner Malerei transformierte. Im Frühjahr 2011 wurden diese neuen Arbeiten auf dem Weltkulturerbe Zollverein in Essen ausgestellt, in Form einer großen Tafelbildmontage unter dem Titel: DIE STÄDTE SIND FÜR DICH GEBAUT. Auch bei dieser Installation suchte er in der Verbindung mit Neuer Musik die gesamt-kunstwerkliche Erweiterung, u. a. mit einer Uraufführung aus Wolfgang Hufschmidt’s Zyklus ENGEL DER GESCHICHTE. Die 18 m breite und 6 m hohe Tafelbildmontage wurde vom Herbst 2011 bis zum Frühjahr 2012 in der Vertretung des Landes Nordrhein-Westfalen in Berlin gezeigt und 2017 in die Grand Hall Zollverein als endgültigem Standort eingebaut.

## Werke (Auswahl)
- Die olympischen Hintergedanken des Herrn Coubertin, Film-Essay, 16 mm, 1972
- Demokraten ab achtzehn, Langzeitbeobachtung, 16 mm, 1973,
- Der Geher Friedrich, Filmportrait, 16 mm, 1974
- Arbeiterbildung, Film-Essay, 16 mm, 1975
- Aus der Haft entlassen, Dokumentarfilm, 16 mm, 1976
- Kursänderung, Dokumentarfilm, 16 mm, 1979
- Raum, Zeit und Geschwindigkeit, Film-Essay, 16 mm, 1980
- Der Mann in der zweiten Reihe, Dokumentarfilm, 16 mm, 1981
- Im Ernstfall hilflos, Dokumentarfilm, 16 mm, 1982
- Pöhlers Passagen, Fernsehfilm, Digital-Betacam, 2002
- Schutzraum. Übung für sieben Schweizer, Hörspiel, 1983
- Meine Mutter wird sichtbar, Filmportrait in einer Einstellung, 35 mm, 1986
- AUS Folkwang  87, Video-Essay,  BetacamSP, 1987
- Lulu, Kinematographisches Bühnenbild, Künstlerische Beratung bei der Inszenierung von Ruth Berghaus, Königliche Oper Brüssel, 1988
- Wir können nicht klagen, Video-Essay über den Middle-Class-Blues von H.M.Enzensberger, BetacamSP, 1988
- DIE ILIAS DES HOMER, Videofassung der Inszenierung von Hansgünther Heyme,  BetacamSP, 1989/90
- Ballet mecanique, Bühnenprojektion für fünf Live-Kameras, Aalto-Theater Essen, Festival der Kunsthochschulen NRW, 1991
- People, Kinematographisches Bühnenbild für sieben Projektoren, Folkwang Hochschule Essen, 1992
- Die Spieldose, Bühnen-Installation, Neufassung Komposition: Gerhard Stäbler, Rheinisches Musikfest, 1993
- Eröffnung und Zertrümmerung, Video-Triptychon, Komposition: Nicolaus A.Huber, Wittener Tage für neue Kammermusik 1993
- Märkische Landschaft, Videofassung der Choreographie von Susanne Linke,  DigitalBetacm, 1994

## Ausstellungen
- 1968: Preisträger des Jugendpreises, Kornhaus Ulm
- 1968: Künstler der Künstlergilde Ulm, Rathausgalerie der Stadt Salzgitter
- 1970: Engagierte Kunst, Kunsthaus Hamburg
- 2011: DIE STÄDTE SIND FÜR DICH GEBAUT, Zeche Zollverein, Halle 5, Essen
- 2011/12: DIE STÄDTE SIND FÜR DICH GEBAUT, Vertretung des Landes NRW beim Bund, Berlin